# الأسد الكويري
الأسد الكويري (بالإنجليزية: Queer Lion)‏ هي الجائزة التي تُمنح سنويًا منذ عام 2007 لأفضل فيلم يتناول موضوعات مجتمع الميم من بين الأفلام المقدمة خلال مهرجان البندقية السينمائي الدولي. تعتبر الجائزة بمثابة اعترافًا بالجهود المبذولة من الكتاب والمخرجين والممثلين الذين شاركوا في إبراز قضايا مجتمع الميم في الأفلام والسينما العالمية.

## التاريخ
جاءت فكرة هذه الجائزة خلال مقابلة أجريت سنة 2003، والتي أجراها رئيس جمعية "CinemArte" دانيال كاساجراندي لصالح المجلة الشهرية فينيسيا للأخبار مع مدير مهرجان البندقية السينمائي آنذاك موريتز دي هادلن. خلالها سُئل دي هادلن ما إذا كان مهرجان البندقية السينمائي سيرحب بجائزة مخصصة لتكريم الأفلام ذات الطابع المثلي على وجه التحديد، بنفس طريقة جائزة تيدي التي نظمها مهرجان برلين السينمائي الدولي قبل 20 عامًا. ورغم أن الإجابة كانت إيجابية، إلا أن تغيير مدير المهرجان في العام التالي تسبب في تأخير تطوير المشروع، والذي وافق عليه المدير الجديد ماركو مولر، الذي أعلن عن رغبته في دعم وإنشاء مثل هذه الجائزة الجديدة.

## قائمة الأفلام الفائزة
| السنة | اسم الفيلم                 | اسم الفيلم الأصلي            | إخراج                       | بلد الإنتاج                                                                  | مراجع  |
| 2000s | 2000s                      | 2000s                        | 2000s                       | 2000s                                                                        | 2000s  |
| ----- | -------------------------- | ---------------------------- | --------------------------- | ---------------------------------------------------------------------------- | ------ |
| 2007  | The Speed of Life          | The Speed of Life            | إدوارد رادتكي               | الولايات المتحدة                                                             | [ 2 ]  |
| 2008  | One Day in a Life          | Un Altro Pianeta             | ستيفانو توموليني            | إيطاليا                                                                      | [ 3 ]  |
| 2009  | رجل وحيد                   | رجل وحيد                     | توم فورد                    | الولايات المتحدة                                                             | [ 4 ]  |
| 2010s |                            |                              |                             |                                                                              |        |
| 2010  | In the Future              | En el Futuro                 | ماورو أندريزي               | الأرجنتين                                                                    | [ 5 ]  |
| 2011  | Wilde Salomé               | Wilde Salomé                 | آل باتشينو                  | الولايات المتحدة                                                             | [ 6 ]  |
| 2012  | The Weight                 | 무게                         | جون كيو هوان ‏               | كوريا الجنوبية                                                               | [ 7 ]  |
| 2013  | فيلومينا                   | فيلومينا                     | ستيفن فريرز                 | المملكة المتحدة                                                              | [ 8 ]  |
| 2014  | Summer Nights              | Les Nuits d'été              | ماريو فانفاني               | فرنسا                                                                        | [ 9 ]  |
| 2015  | الفتاة الدانماركية         | الفتاة الدانماركية           | توم هوبر                    | الولايات المتحدة                                                             | [ 10 ] |
| 2016  | قلب الحجر                  | Hjartasteinn                 | جودموندور أرنار جودموندسون ‏ | آيسلندا                                                                      | [ 9 ]  |
| 2017  | Reinventing Marvin         | Marvin ou la belle éducation | آن فونتين                   | فرنسا                                                                        | [ 9 ]  |
| 2018  | José                       | José                         | تشنغ لي                     | الولايات المتحدة، غواتيمالا                                                  | [ 11 ] |
| 2019  | The Prince                 | El Principe                  | سيباستيان مونوز             | تشيلي                                                                        | [ 12 ] |
| 2020s |                            |                              |                             |                                                                              |        |
| 2020  | العالم القادم              | العالم القادم                | مونا فاستفولد               | الولايات المتحدة                                                             | [ 13 ] |
| 2021  | The Last Chapter           | La dernière séance           | جيانلوكا ماتاريسي           | إيطاليا، فرنسا                                                               | [ 14 ] |
| 2022  | Skin Deep                  | Aus meiner Haut              | أليكس شاد                   | ألمانيا                                                                      | [ 15 ] |
| 2023  | Housekeeping for Beginners | Домаќинство за почетници     | جوران ستولفسكي ‏             | بولندا، صربيا، أستراليا، كرواتيا، كوسوفو، مقدونيا الشمالية، الولايات المتحدة | [ 16 ] |
| 2024  | Soul of the Desert         | Alma del Desierto            | مونيكا تابوادا تابيا        | كولومبيا، البرازيل                                                           | [ 17 ] |